# Sam Waterston
Samuel Atkinson Waterston (født 15. november 1940) er en amerikansk skuespiller, producent og instruktør.
Sam Waterston er måske bedst kendt for sin Oscar-nominerede rolle som Sydney Schanberg i filmen The Killing Fields i 1984, og for sin Golden Globe og Screen Actors Guild Award-vindende rolle som Jack McCoy i den populære NBC-serien Law & Order. Han har været nomineret til flere priser for sine skuespillepræstationer, herunder Golden Globe, Screen Actors Guild, BAFTA Award og Emmy Awards.

## Opvækst
Waterston var den tredje i rækken af fire søskende, (Roberta, George og Ellen) og hans mor, Alice Tucker (født Atkinson), var en amerikansk efterkommer af skibet Mayflower, der arbejdede som landskabsmaler, og hans far, George Chychele Waterston, var en indvandrer fra Leith, Skotland, og blev uddannet som semantisk og sproglærer. Han trådte Yale University efter at være blevet tildelt et legat i 1958 og han dimitterede med en bachelorgrad i 1962. Efter eksamen fra Yale, han studerede på Clinton Playhouse i flere måneder.

## Karriere
Waterson debuterede professionelt som skuespiller i 1965, og siden da har medvirket i over 80 film og tv-produktioner i løbet af sin 45 år lange karriere i dette erhverv. I januar 2010 blev han tildelt en stjerne på Hollywood Walk of Fame. Waterston lagde stemme til den animerede tv-serie Family Guy, hvor han spillede tegnet Dr. Kaplan, som var psykiater for Brian Griffin som behandlede hans midtvejskrise i episoden Brian in Love.
Waterston har mange teaterproduktioner, der er blevet krediteret i sit navn. For eksempel, han spillede den prisbelønnede karakter Benedick i redaktør Joseph Papps produktion af Shakespeares Stort ståhej for ingenting, og han spillede titelrollen i Hamlet. Mange teaterproduktioner, som han har spillet i er blevet opsat på Long Wharf Theatre og Yale Repertory Theatre i New Haven.

## Privatliv
Waterston var gift med sin første kone, Barbara Rutledge John Waterston, fra den 28. december 1964 og indtil 1975. De blev gift i en metodistceremoni Branford College på Yale. Barbara Waterston er søsteren til Johns Alexandra Stoddard. Sam og Barbara har en søn, James, der er også en skuespiller (Hans mest berømte rolle er sandsynligvis karakteren Gerard Pitts i Peter Weirs  Døde poeters klub). Waterston giftede sig med sin anden kone, den tidligere model Lynn Louisa Woodruff i 1976. De har tre børn sammen, døtre Katherine og Elizabeth, som også er skuespillere, og en søn ved navn Graham.